# 貝登·貝登堡
貝登·弗萊徹·史密斯·貝登堡，FS，FRAS，FRMetS（英語：Royal Meteorological Society，1860年5月22日—1937年10月3日），貝登·鮑威爾的最小兒子，羅伯特·貝登堡的弟弟。

## 生平
貝登為軍事航空先驅，英国皇家航空学会院士、會長，皇家地理學會院士。他是首位洞察與應用航空於軍事領域的人員之一。貝登與她的姊姊艾格妮絲建造了他的第一個熱氣球與飛機。
他發明了一種載人風箏系統，稱做。他也發明了一種軍用摺疊腳踏車。
他在大英百科全書第十一版中的條目貢獻良多。